# Cistierna
Cistierna est une commune d'Espagne dans la province de León, communauté autonome de Castille-et-León. Elle s'étend sur 97,61 km2 et comptait environ 3 351 habitants en 2015.

## Personnalités liées
- José Francisco de Isla, jésuite espagnol, y est né en 1703